# Eriocaulon parviflorum
Eriocaulon parviflorum är en gräsväxtart som först beskrevs av Philip Furley Fyson, och fick sitt nu gällande namn av R. Ansari och Nambiyath Puthansurayil Balakrishnan. Eriocaulon parviflorum ingår i släktet Eriocaulon och familjen Eriocaulaceae. IUCN kategoriserar arten globalt som livskraftig. Inga underarter finns listade i Catalogue of Life.